# ولگا (سرزمین آلتای)
ولگا (به لاتین: Volga) یک منطقهٔ مسکونی در روسیه است که در سرزمین آلتای واقع شده‌است.